# Луиджи Вилорези
Луиджи Вилорези (на италиански: Luigi Villoresi) е италиански пилот от Формула 1. Роден e на 16 май 1909 година в Милано, Италия.

## Формула 1
Луиджи Вилорези прави своя дебют във Формула 1 в Голямата награда на Монако през 1950 година. В световния шампионат записва 34 състезания, като се класира осем пъти на подиума и събира 46 (49) точки, има и една най-бърза обиколка, състезава се за четири отбора.